# 洪済橋
洪済橋（こうさいきょう）は、中華人民共和国浙江省湖州市南潯区南潯鎮にある石拱橋。長さ28メートル、幅3.5メートル、高7.2メートル。

## 歴史
明の万暦年間の『湖州府志』には、この橋が記載されている。清の嘉慶10年（1805年）は洪済橋を再建した。
1937年11月15日、国民革命軍は橋の一部を爆破し、大日本帝国陸軍の湖州攻撃を阻止した。その後、洪済橋を修復した。
1989年3月、湖州市人民政府は洪済橋を湖州市文物保護単位に認定した。